# ان‌بی‌ای ۲کی۱۷
ان‌بی‌ای ۲کی۱۷ (انگلیسی: NBA 2K17) یک بازی ویدئویی در سبک ورزشی است که توسط ۲کی اسپورتس برای پلت‌فرم‌های مایکروسافت ویندوز، اکس‌باکس ۳۶۰، اکس‌باکس وان، نینتندو سوئیچ، پلی‌استیشن ۳، و پلی‌استیشن ۴ منتشر شده‌است.